# Breguet Alizé
Breguet Alizé – francuski samolot patrolowy zwalczania okrętów podwodnych przeznaczony do służby na lotniskowcach, opracowany przez wytwórnię Breguet w latach 50. XX wieku.

## Historia
Samoloty Alizé służyły w latach 1959-2000 we francuskim Lotnictwie Marynarki Wojennej (Aviation navale), operując z lotniskowców "Arromanches", "Clemenceau" oraz "Foch". Dodatkowo kilkanaście samolotów tego typu było używanych przez Indyjską Marynarkę Wojenną, jako samoloty pokładowe na lotniskowcu "Vikrant".